# Jörgen Vijgen
Jörgen Vijgen (1974) è un filosofo olandese.
Presidente dell'associazione belga-olandese di studi su san Tommaso d'Aquino affiliata alla SITA, nel 2006 ha pubblicato con David Berger il Thomistenlexikon.

## Biografia
Dal '98 al 2000 conseguì la licenza in filosofia sotto la supervisione di Jos Decorte. Nel 2011 completò il dottorato all'Angelicum sotto la direzione di Walter Sener. Dal 2016 al 2017 fu professore ospite della Facoltà teologica dell'Università Niccolò Copernico di Toruń. Dal 2013 insegnò filosofia al St. Bonifatius Instituut.
I suoi interessi di ricerca sono rivolti alla storia del tomismo e alla ricezione del pensiero di Aristotele in Tommaso.

## Opere selezionate
- De autoriteit van Sint-Thomas van Aquino en het leergezag van [de] Kerk. Vogelenzang 2009, ISBN 978-1-409-28113-9.
- The Status of Eucharistic Accidents sine subiecto. A historical survey up to Thomas Aquinas and selected reactions. Berlin 2013, ISBN 3-05-006084-0.
- Hg.: Thomas van Aquino: Preken over de geloofsbelijdenis. Over de geloofsartikelen en de sacramenten. 2013, ISBN 3-05-006084-0.
- con Matthew Levering e Piotr Roszak: Reading Job with St. Thomas Aquinas. Washington, D.C. 2020, ISBN 978-0-8132-3283-6.